# آلمالو (خوی)
آلمالو، روستایی است از توابع بخش قطور و در شهرستان خوی استان آذربایجان غربی ایران.

## جمعیت
این روستا در دهستان زری بخش قطور قرار داشته و بر اساس سرشماری سال ۱۳۹۰ جمعیت آن ۹۱۹ نفر (۲۱۹ خانوار) بوده‌است.

## وضعیت روستا
شغل اصلی اهالی روستا کشاورزی و دامداری و قالیبافی است.
کشاورزی روستا بیشتر یونجه‌کاری است که معمولاً به مصرف دام‌های همان روستا می‌رسد. درختان گردوی، زردآلو و آلبالو نیز در روستا وجود دارد.
روستا دارای دبستان و خانه بهداشت و کتابخانه‌ای بنام بوستان معرفت می‌باشد.
راه‌آهن ایران- ترکیه از این روستا می‌گذرد. فاصله این روستا تا شهرستان خوی حدوداً ۴۰ کیلومتر و با شهر قطور حدود ۴۵ کیلومتر می‌باشد.